# Eibergen
Eibergen è una località e un'ex-municipalità dei Paesi Bassi situata nella provincia della Gheldria. Soppressa il 1º gennaio 2005, il suo territorio, assieme ai territori dei comuni di Borculo, Neede e Ruurlo, è andato a formare la nuova municipalità di Berkelland.
Qui nacque lo scrittore Menno ter Braak.